# 1911年逝世人物列表
1911年逝世人物列表：1月 - 2月 - 3月 - 4月 - 5月 - 6月 - 7月 - 8月 - 9月 - 10月 - 11月 - 12月
下面是1911年逝世的知名人士列表。

## 1月

### 1日
- 約翰·柯廷，美國將軍

### 3日
- 阿卜杜勒·阿哈德汗，布哈拉埃米爾
- 亞歷山德羅斯·帕帕迪阿曼蒂斯，希臘詩人

### 4日
- 斯特凡諾·布魯齊，義大利畫家
- 弗朗切斯科·塞尼亞，義大利羅馬天主教紅衣主教

### 5日
- 沃爾特·比蒂，加拿大政治人物
- 馬塞利娜·達羅夫斯卡，波蘭羅馬天主教修女，聖人

### 6日
- 約翰·艾爾德，英國土木工程師

### 8日
- 彼得羅·哥里，義大利律師、記者和詩人

### 12日
- 喬治·耶利內克，奧地利法律哲學家

### 13日
- 瓦迪斯瓦夫·恰喬爾斯基，波蘭畫家

### 15日
- 卡羅琳娜·科羅納多，西班牙詩人

### 17日
- 法蘭西斯·高爾頓，英國探險家、生物學家

### 23日
- 埃德蒙·貝斯維克，英國橄欖球運動員

## 2月

### 1日
- 查理斯·斯蒂爾曼·斯佩里，美國海軍上將

### 2日
- 約翰·薩爾瓦多，托斯卡納大公利奧波多二世的幼子。

### 3日
- 克里斯蒂安·玻尔，丹麥醫生

### 4日
- 彼特·克朗傑，布爾將軍

### 8日
- 華金·科斯塔，西班牙政治家、律師、經濟學家和歷史學家

### 10日
- 古斯塔沃·瑪麗亞·布魯尼，義大利童年羅馬天主教上帝的僕人

### 14日
- 大衛·博伊爾，加拿大考古學家

### 15日
- 西奧多·埃舍里希，德國出生的奧地利兒科醫生[1]
- 帕維爾·格裡戈里耶維奇·杜克馬索夫，俄羅斯將軍

### 16日
- 愛麗絲·莫爾斯·厄爾，美國歷史學家

### 18日
- 巴頓斯·布裡格斯，美國棒球運動員

### 21日
- 伊西德雷·諾內爾，西班牙畫家

### 23日
- 理查·亨利·貝多姆，英國軍官、博物學家
- 裘蒂塔·瓦尼尼，義大利羅馬天主教，自稱有福

### 25日
- 弗里茨·馮·烏德，德國畫家

## 3月

### 1日
- 雅各布斯·亨里克斯·范托夫，荷蘭化學家，諾貝爾獎獲得者

### 4日
- 李蓮英，晚清著名的太監

### 6日
- 瑪麗·安妮·巴克，英國作家
- 林堡斯蒂魯姆伯爵蒂埃里，比利時歷史學家

### 11日
- 泰奧泰姆·布蘭查德，加拿大農民、教師、商人和政治家

### 16日
- 孙乐文，傳教士

### 18日
- 理查·貝克，澳大利亞政治家
- 安娜·布蘭克特，美國女權主義者、教育家

### 21日
- 穆罕默德·沙姆斯·哈克·阿齊馬巴迪，印度伊斯蘭學者

### 22日
- 威廉·柯林斯，英國聖公會主教

### 24日
- 魯道夫-瑪德琳·克利奧法斯·達雷斯特·德·拉沙瓦納，法國法學家
- 德拉甘讚科夫，保加利亞政治家，保加利亞第三任總理

### 27日
- 瑪格麗塔·薩維茨卡婭，俄羅斯女演員

### 28日
- 撒母耳·佛蘭克林·埃蒙斯，美國地質學家

### 30日
- 佩萊格裡諾·阿圖西，義大利商人
- 艾伦·丝瓦罗·理查兹，美國化學家

## 4月

### 5日
- 查理斯·弗雷德里克·莫伯利·貝爾，英國記者和報紙編輯

### 9日
- 曼努埃爾·阿吉雷·德·特哈達，西班牙政治家和律師

### 10日
- 森姆·莱特，美国智力游戏设计师
- 米卡洛尤斯·康斯坦丁納斯·丘里奧尼斯，立陶宛藝術家和作曲家[2]

### 12日
- 詹姆斯·馬瑟斯，愛爾蘭傳教士

### 14日
- 艾迪·喬斯，美國棒球運動員，美國職業棒球大聯盟名人堂成員
- 丹曼·湯普森，美國演員、劇作家

### 25日
- 埃米利奥·萨尔加里，義大利作家

### 26日
- 佩德罗·帕特诺，菲律賓政治家

### 27日
- 林觉民，中国革命家
- 陈与燊，黃花崗七十二烈士之一

### 29日
- 格奧爾格，紹姆堡-利普親王

## 5月

### 6日
- 羅伯特·奧爾登，美國作家

### 9日
- 托馬斯·溫特沃斯·希金森，美國一神論牧師和廢奴主義者

### 16日
- 格奧爾基·馬努，羅馬尼亞第17任總理

### 18日
- 古斯塔夫·馬勒，奥地利作曲家[3]

### 21日
- 威利米娜·弗萊明，蘇格蘭天文學家[4]

### 23日
- 約翰·道格拉斯，英國建築師

### 24日
- 德茲·班菲，匈牙利第12任總理

### 25日
- 瓦西裡·克柳切夫斯基，俄羅斯歷史學家
- 威廉·雷德利，英國傳教士

### 27日
- Thursday October Christian II，彼特凱恩群島領袖

### 29日
- 海班明
- 本傑明·布魯姆霍爾，英國律師
- 丹尼尔·伯克，美國士兵
- 斯蒂芬努斯·雅各斯·杜·托伊特，南非民族主義者、神學家、記者和政治家
- 威廉·S·吉尔伯特，英國劇作家

### 30日
- 米爾頓·布蘭得利，美國商人和棋盤遊戲先驅

## 6月

### 1日
- 克勞迪奧·布林迪斯·德·薩拉斯·加里多，古巴小提琴家

### 2日
- 阿克塞爾·奧洛夫·弗洛伊登塔爾，芬蘭語言學家、政治家

### 5日
- 愛德華·巴格，法國飛行員

### 7日
- 威廉·戈登，英國羅馬天主教主教
- 莫里斯·鲁维埃，法國政治家，法國總理

### 9日
- 凱莉·納西翁，美國節制活動家

### 16日
- 約書亞·伯基，美國出版商、牧師和政治活動家

### 20日
- 加扎羅斯·阿加揚，亞美尼亞作家、教育家、民俗學家、歷史學家、語言學家和公眾人物

### 23日
- 塞克羅佩·巴里利，義大利畫家

### 25日
- 薩伏依的瑪麗亞·克羅蒂爾德

### 26日
- 露西·休斯·布朗，美國醫生

## 7月

### 2日
- 何塞·迪亞斯·科雷亞·德·卡瓦略，葡萄牙羅馬天主教主教
- 瑪麗·科恩，美國社會經濟學家
- 克萊門特·埃文斯，美國邦聯將軍

### 5日
- 薩伏依的瑪麗亞·皮婭公主，葡萄牙王后
- 乔治·约翰斯通·斯托尼，愛爾蘭物理學家

### 6日
- 薩克森-阿爾滕堡的亞歷山德拉

### 8日
- 亨利·佩林·鮑德溫，美國商人

### 11日
- 蘿拉·傑辛塔·里滕豪斯，美國節制活動家和少年文學作家

### 14日
- 伊格納茲·馮·佩切利，匈牙利科學家、醫生和順勢療法者

### 15日
- 卡洛·阿德莫洛，義大利畫家
- 路易莎·卡文迪什，德文郡公爵夫人

### 16日
- 奧古斯特·哈蘭巴希奇，克羅埃西亞作家

### 17日
- 魯菲諾·何塞·庫爾沃，哥倫比亞語言學家、語言學家和作家

### 19日
- 曼努埃爾·伊拉迪爾，西班牙探險家和非洲主義者

### 20日
- 摩嘉立，美國長老會傳教士

### 25日
- 埃德蒙·波格丹諾維奇，波蘭詩人、作家和記者
- 卡門·薩勒斯·巴蘭格拉斯，西班牙羅馬天主教宗教人士和聖人

### 26日
- 何塞·阿爾維斯·德·塞凱拉·塞薩爾，巴西政治家

## 8月

### 1日
- 埃德溫·奧斯丁·阿比，美國畫家
- 康拉德·杜登，德國語言學家

### 2日
- 伊奧里·穆奇塔諾，羅馬尼亞革命者[5]

### 6日
- 弗洛倫蒂諾·阿梅吉諾，阿根廷博物學家、古生物學家、人類學家和動物學家

### 7日
- 伊莉莎白·阿克斯·艾倫，美國詩人和記者
- 何塞·拉斐爾·巴爾馬塞達，智利政治家、外交官

### 11日
- 伊莎貝拉·德·羅西斯，義大利羅馬天主教修女，上帝的僕人和尊者
- 阿尔贝特·拉登堡，德國化學家

### 12日
- 儒勒·布呂奈，法國軍事領袖

### 14日
- 亨利·拉斯伯恩，聯邦軍軍官和外交官

### 15日
- 威廉·巴傑，美國先驅飛行員

### 16日
- 派翠克·弗朗西斯·莫蘭，澳大利亞紅衣主教，悉尼大主教

### 17日
- 佩特羅·尼尼·盧拉西，阿爾巴尼亞活動家

### 29日
- 馬赫布布·阿裡汗

### 31日
- 本傑明·格裡爾森，美國內戰將軍

## 9月

### 4日
- 約翰·弗蘭肯·威廉姆斯，威爾士出生的記者、作家、地理學家、歷史學家、製圖師和發明家

### 6日
- 下瀨雅允，日本發明家、工程學博士和大日本帝國海軍之軍屬。

### 7日
- 弗裡德里希·布賴特福斯，俄羅斯集郵家

### 12日
- 威廉·亞歷山大，愛爾蘭聖公會主教，全愛爾蘭靈長類動物

### 15日
- 喬爾·本頓，美國作家、詩人和講師

### 16日
- 愛德華·懷姆珀，英國探險家、登山家

### 18日
- 彼得·斯托雷平，俄羅斯帝國大臣會議主席(首相職務)

### 20日
- 赫德，英国政治家，清朝海關總稅務司

### 21日
- 詹姆斯·柯蒂斯·赫本，美国传教士

### 23日
- 約翰·亞瑟·巴里，英國出生的澳大利亞記者、作家

### 25日
- 艾瑪·海倫·布萊爾，美國記者、編輯

### 29日
- 第一代諾斯科特男爵亨利·諾斯科特，第三任澳大利亞總督

### 30日
- 赫伯特·里斯利，英國民族志學家和殖民地行政長官

## 10月

### 日期不詳
- 布蘭奇·阿特金森，英國小說家

### 1日
- 威廉·狄尔泰，德國心理學家、社會學家和哲學家

### 2日
- 克倫威爾·迪克森，美國飛行員[6]
- 温菲尔德·斯科特·雪利，美國海軍上將

### 4日
- 約瑟夫·貝爾

### 5日
- 威廉·阿斯特利，澳大利亞作家

### 7日
- 约翰·休林·杰克逊，英國神經學家
- 埃爾默·麥柯迪，美國亡命之徒

### 8日
- 李·巴切勒，澳大利亞政治家

### 9日
- 科尼利厄斯·牛頓·布利斯，美國商人、政治家和收藏家
- 安東尼奧·博雷羅，厄瓜多第10任總統

### 11日
- 迪米塔爾·阿古拉，保加利亞歷史學家
- 亨利·布羅德赫斯特，英國工會會員、政治家
- 埃琳娜·阿雷拉諾·查莫羅，尼加拉瓜先驅教育家

### 13日
- 米格爾·瑪律瓦爾，菲律賓將軍

### 14日
- 約翰·馬歇爾·哈倫，美國最高法院大法官

### 17日
- 何塞·洛佩兹·多明格斯，西班牙軍官、政治家和西班牙第24任首相

### 18日
- 阿爾弗雷德·比奈，法國心理學家

### 19日
- 尤金·伯頓·伊利，美國航空先驅

### 24日
- 艾達·路易斯，美國燈塔看守人

### 27日
- 约翰·巴斯科姆
- 亞瑟·勞埃德，英國聖公會傳教士

### 28日
- 班士
- 克萊門特·羅傑斯，切諾基政治家，威爾·羅傑斯的父親

### 29日
- 约瑟夫·普利策，美国记者和出版家[7]

### 30日
- 莉亞赫伯特男爵夫人伊莉莎白·赫伯特，英國天主教作家、翻譯家、慈善家和社會人物

### 31日
- 約翰·約瑟夫·蒙哥馬利，美國滑翔機先驅

## 11月

### 2日
- 凱爾·貝柳，英國演員

### 3日
- 喬治·克裡斯塔爾，英國數學家

### 7日
- 康斯坦丁·布迪斯泰阿努，羅馬尼亞士兵、政治家
- 納撒尼爾·布爾，澳大利亞政治家

### 8日
- 奧斯卡·比拉斯基，美國棒球運動員

### 9日
- 霍华德·皮尔，美國藝術家和小說作家

### 10日
- 克利斯蒂安·倫德伯格，瑞典政治家，瑞典第10任首相

### 11日
- 約瑟夫·羅曼·洛倫茨，奧地利博物學家

### 14日
- 弗朗西斯·巴克斯頓，英國大律師和政治家

### 19日
- 比利·博蒙特，英國足球運動員
- 拉蒙·卡塞雷斯，多明尼加共和國第31任總統

### 20日
- 索菲亞·弗朗西斯·安妮·考爾菲爾德，英國針線藝術家

### 22日
- 威廉·喬治·阿斯頓，英國領事官員
- 約翰·桑福德·巴恩斯，美國商人

### 23日
- 詹姆斯·喬治·貝爾，美國商人，定居者
- 伯納德·坦克雷德，南非板球運動員

### 25日
- 保尔·拉法格，法國馬克思主義理論家、活動家

### 26日
- 小村壽太郎，日本政治家
- 尼古拉·赫裡斯蒂奇，塞爾維亞總理

### 27日
- 端方，清朝大臣

### 28日
- 普雷斯頓·雅各斯，美國開發商、商人和政治家

### 29日
- 斯坦利·卡爾弗特·克拉克，英國軍官，朝臣

## 12月

### 5日
- 谢罗夫，俄国画家

### 7日
- 羅伯特·梅特蘭·布雷頓，英國鐵路工程師

### 9日
- 貝爾納·瑪莉·歐福·傑蘇斯，義大利羅馬天主教神父，祝福

### 10日
- 约瑟夫·道尔顿·胡克，英國植物學家

### 11日
- 湯瑪斯·鮑爾，美國雕塑家、音樂家

### 13日
- 尼古拉·別克托夫，俄羅斯化學家

### 19日
- 約翰·畢格羅，美國律師、政治家

### 20日
- 羅斯·艾廷格，美國女演員

### 21日
- 凱薩琳·艾弗里，美國作家和編輯
- 埃米利奧·埃斯特拉達·卡莫納，厄瓜多第18任總統

### 22日
- 赵尔丰，清朝大臣
- 瑪麗·簡·科格斯霍爾，美國女權主義者
- 奧迪隆·蘭內隆格，法國外科醫生

- 海雅辛·古爾斯基，美國羅馬天主教神父

- 阿瑟·F·格里菲斯，美國計算神童

### 29日
- 埃德蒙·比尔奈基

## 卒日不詳
- 黄焕中，学者（出生1832年）
- 龙鸣剑，清末革命家（出生1877年）